# أويتسوف
أُويْتْسُوفْ (بالبولندية: Ojców) هي قرية بولندية تقع في دائرة سكاوة من مقاطعة كراكوف بمحافظة بولندا الصغرى.